# Ceris Gilfillan
Ceris Gilfillan (Glasgow, 3 de janeiro de 1980) é uma ex-ciclista britânica que representou o Reino Unido nos Jogos Olímpicos de 2000, em Sydney, onde ela terminou em 14º lugar no contra o relógio e 27º na prova de estrada.